# Орешин, Александр Георгиевич
Алекса́ндр Гео́ргиевич Оре́шин (8 мая 1913, Харбин — 5 сентября 1978, Саранск) — советский шахматный композитор; мастер спорта (1969) и судья всесоюзной категории (1963) по шахматной композиции. Представлял общество «Спартак» (Саранск).

## Биография
Заместитель председателя Спорткомитета Мордовской АССР (1960—1972).
С 1935 года опубликовал свыше 150 задач (в основном трёхходовок). На конкурсах завоевал 76 наград, в том числе 12 первых призов. Финалист 3 личных чемпионатов СССР, в 3-м (1952) занял 5-е место по трёхходовкам.